# Maurice-Edme Drouard
Pour les articles homonymes, voir Drouard.
Henry Edme Maurice Drouard né à Paris le 8 mai 1886 et mort pour la France le 29 septembre 1915 à Sommepy-Tahure est un peintre, dessinateur et sculpteur français.

## Biographie
Maurice Drouard grandit à Paris dans le quartier de Montmartre, il est né au 8, rue Rochambeau d'Adèle-Ernestine Bresson et de Louis-François Drouard, représentant de commerce. Il suit les cours de l'école de la rue Cambon, puis entre, sur concours, à l'école Germain Pilon en 1899.
Il entre ensuite aux Arts décoratifs (la « petite école »), et a pour camarade Roland Dorgelès. Après une étape préparatoire à l'Académie Julian, il réussit le concours des Beaux-Arts de Paris en 1905-1906 et pratique le dessin, la peinture et la sculpture ; il a pour maître Antonin Mercié et se lie au massier René-Albert Baucour (1878-1969). C'est en sculpteur qu'il présente des œuvres, d'abord en avril 1907, au salon de la Société nationale des beaux-arts, un buste en plâtre et un médaillon de bronze figurant un portrait. 
Il enchaîne avec deux expositions collectives organisées par le groupe de l'abbaye de Créteil, la première le 21 juillet 1907 à Créteil, rue du Moulin, où il montre trois bustes, en compagnie notamment de Constantin Brancusi ; l'autre, à Paris, rue Laffitte, du 15 janvier au 19 février 1908. Au cours de cette expérience communautaire, il devient l'ami de Brancusi, Henri Doucet, Albert Gleizes, Charles Vildrac (co-organisateur de ces expositions), Géo Printemps.  

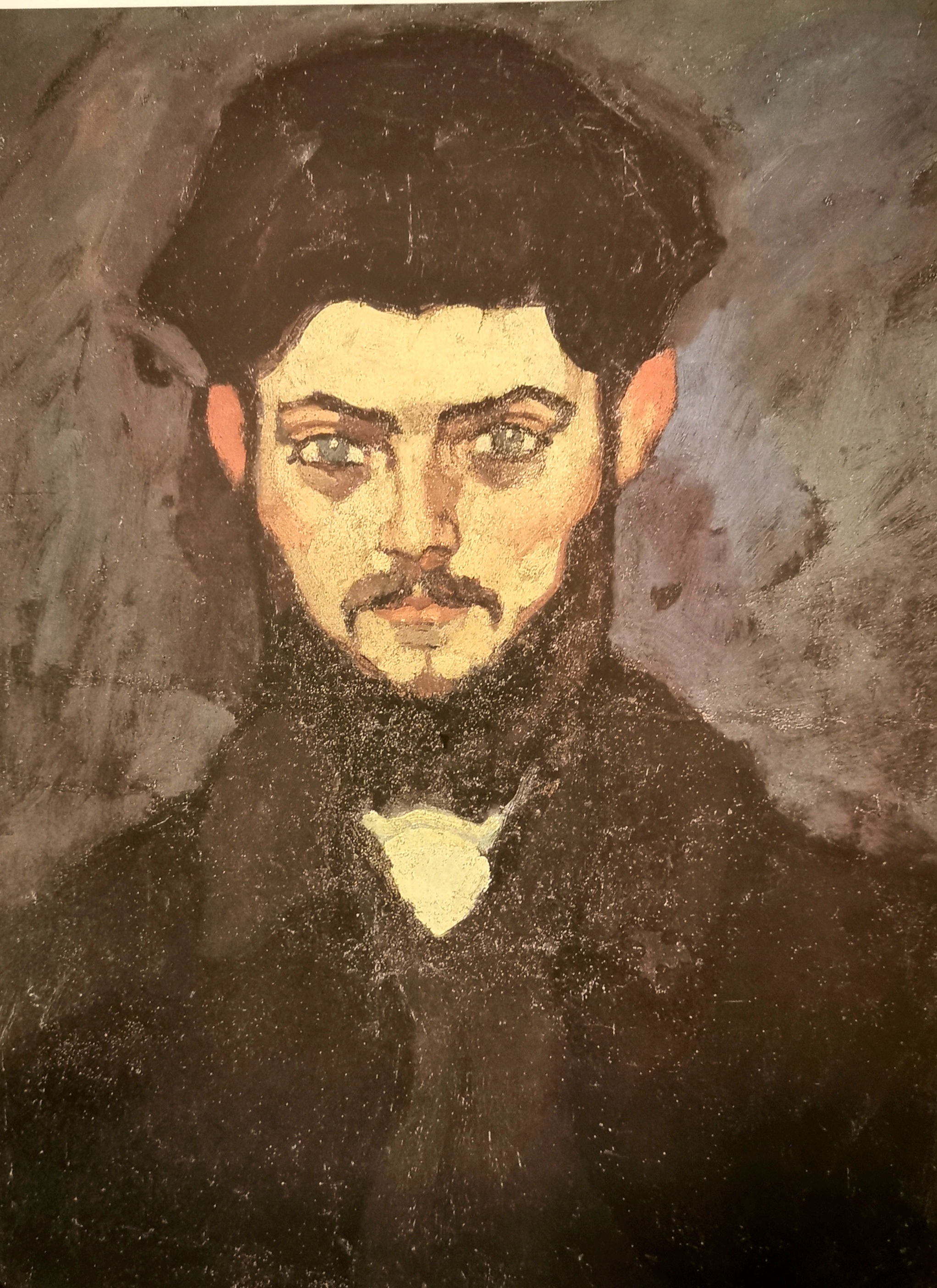
Amedeo Modigliani, Maurice Drouard (1909), collection particulière.

Il accomplit son service militaire comme musicien, en 1908 à Rouen, d'où il rapporte quelques dessins ; il part ensuite en Italie, visiter Rome avec Doucet. Entre 1909 et 1913, toujours proche de Doucet, Drouard intègre un nouveau groupe d'amis artistes et amateurs, constitué autour de la figure du médecin Paul Alexandre, épris d'art moderne. C'est par Géo Printemps que Drouart rencontre Alexandre et une grande amitié se noue. Ils se réunissent au 22, rue Visconti, non loin de l'École. Puis ils migrent vers Montmartre, où Alexandre a ouvert une clinique, rue Pigalle. Ils parviennent un temps à occuper un pavillon parisien, ancien hôtel devenu insalubre, situé 7, rue du Delta, qu'ils transforment en atelier, et où sont organisées de nombreuses fêtes durant lesquelles Drouard joue du violon, et où se retrouvent Amedeo Modigliani et sa possible maîtresse Maud Abrantès, duo ramené par Doucet en novembre ou décembre 1907. S'y croisent aussi André Warnod, Saturnin Fabre, Georges Delaw, Henri Le Fauconnier, Henry Gazan… Modigliani compose le portrait de Drouard en 1909 (collection particulière), lequel est accroché sur les murs de l'atelier avec d'autres compositions du peintre italien qui passait rue du Delta seulement pour y peindre. Viennent y poser des modèles, et Drouard sort avec l'une d'elles, Raymonde. Le 1er juillet 1913, la Ville de Paris les expulse ; le groupe se disloque, certains vont vers Montparnasse d'autres restent à Montmartre, au 10, place Dancourt dans une salle, chez l'aubergiste Bouscarat, où les fêtes reprirent,. 
Dès 1912, Drouard avait fini par installer son atelier de sculpteur au 7 de la place du Tertre, dans une maison qu'il acheta, après la mort subite de son père, atelier où il dispose d'un jardin sur cour. Cette année-là, il expose des bustes au salon de la ville de Versailles. Il travaille durement, des dizaines d'amis viennent le voir et posent pour lui, les habitués du « Delta », mais aussi Léon Printemps, qui fut de précieux conseils. Sa mère se remaria au peintre Gaston Renault (1851-1931), lequel fut d'une grande aide au jeune sculpteur,. En 1914, Drouard projette un recueil de dessins sur le vieux Montmartre en train de disparaître.
Lors de l'entrée en guerre, comme Doucet (qui s'engagea), Alexandre et tant d'autres, Drouart est mobilisé le 3 août 1914 et versé au 236e régiment d'infanterie. Il envoie du front de nombreuses lettres à ses amis, dont Alexandre, qui lui fait parvenir des ouvrages. Certains de ses courriers contiennent des dessins. Il est brancardier, au service du docteur Humbert. Tué le 28 par un obus alors qu'il soignait des blessés, il est déclaré officiellement mort pour la France à Sommepy-Tahure, le 29 septembre 1915. Quelques semaines plus tard, Charles Vildrac, en hommage à son ami, édite le recueil prévu sur Montmartre, reproduisant 30 dessins de Drouard, et préfacé par Delaw ; les dessins sont exposés dans la galerie de Vildrac, rue de Seine.
En novembre 1928, sa famille et ses amis, sous la houlette de l'association Le Vieux Montmartre dirigée par Paul Yaki, forment le comité des « Amis de Maurice Drouard ». Le 16 juin 1929 est inaugurée au 5-7, place du Tertre une plaque en bronze sculptée par son camarade Robert Mathieu qui rappelle aux passants le souvenir de ce jeune artiste montmartrois,. Il fut même un temps question de fonder un « petit musée » réunissant ses œuvres, mais la crise économique, puis de nouveau la guerre, firent qu'on l'oublia,.
Le catalogue de ses œuvres a été dressé par Robert Mathieu et comprend 183 dessins et 75 sculptures (terre, plâtre, marbre et bronze). À ce premier inventaire, il convient d'ajouter les pièces de la collection Paul Alexandre.
Sa tombe, au nom d'« Henri Drouard », ornée d'une simple croix en bois, se trouve dans la nécropole nationale de Suippes-Ville (no 4130).

Documents sur Drouard
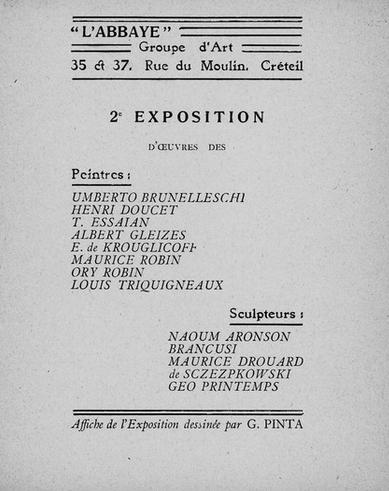
Affiche pour la 2e exposition du groupe de l'Abbaye (1908)
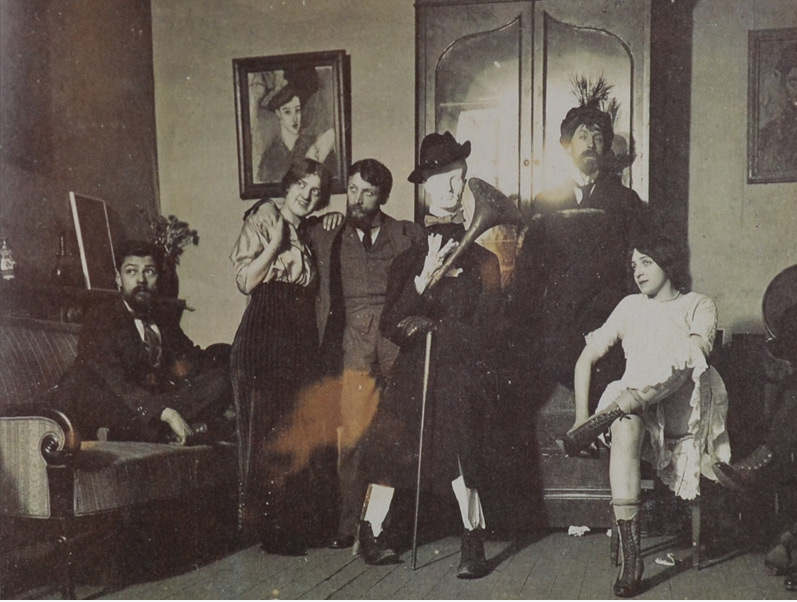
Un samedi de fête, rue du Delta en février 1913, de gauche à droite : Drouard, Doucet et sa compagne, Alexandre et Raymonde
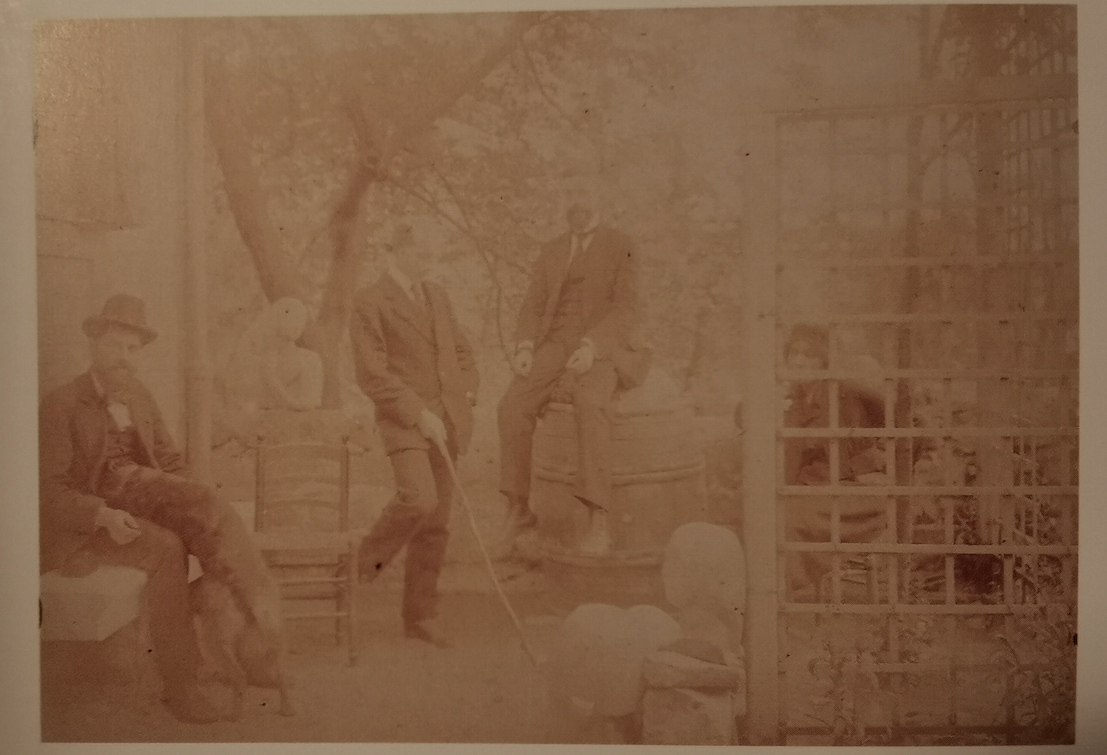
Chez Drouard (à gauche), place du Tertre : on distingue plusieurs sculptures (mai 1914)
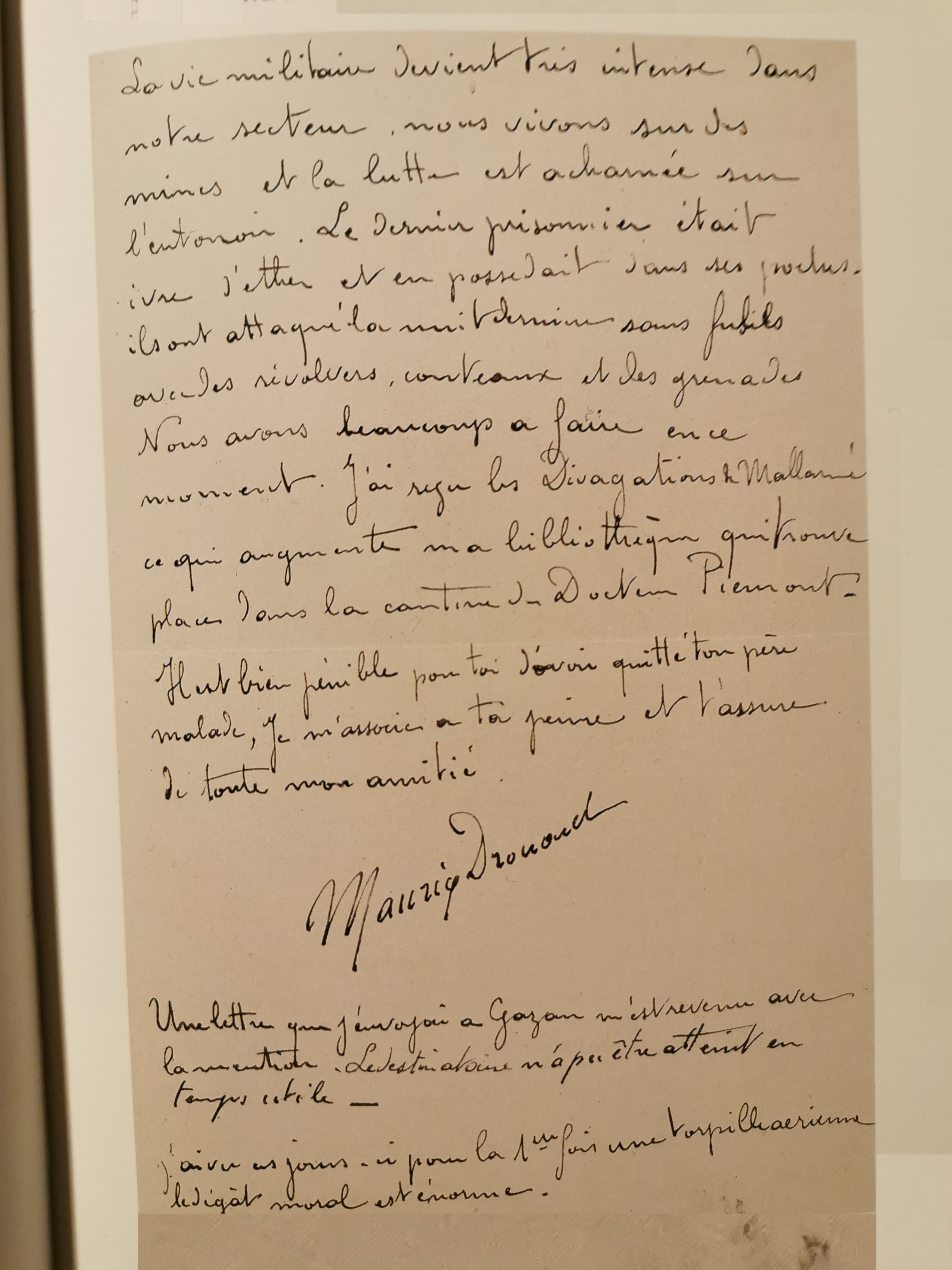
Dernière lettre de Drouard à Alexandre (19 mars 1915)
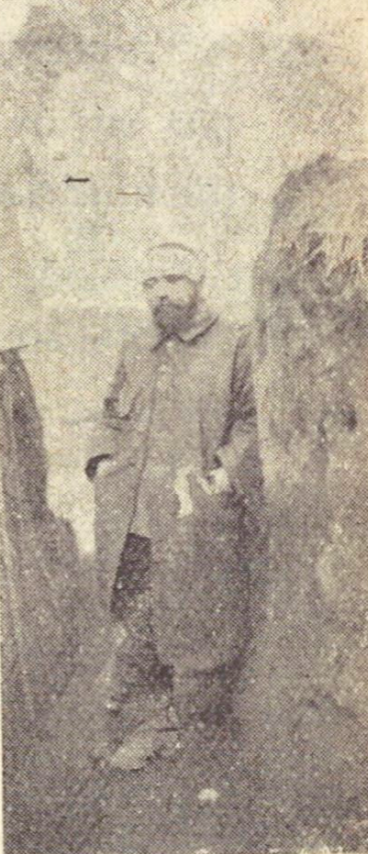
Drouard dans les tranchées en infirmier (1915)

## Œuvre

### Collection publique
Des sculptures de Maurice Drouard devait intégrer le musée Carnavalet en 1933 ; il n'en a rien été. La société savante Le Vieux Montmartre conserve une quantité importante de dessins et d'archives, fonds, en principe lié à celui du musée de Montmartre. Les collections de l'école des Beaux-Arts répertorie un seul dessin (Vue de Montmartre, 1913) mais se trompe dans l'indexation. Les collections de Paris-Musées indiquent un seul dessin, Rue du chevalier de La Barre à Montmartre (encre, 1913).

Quelques œuvres de Drouard (collections privées)
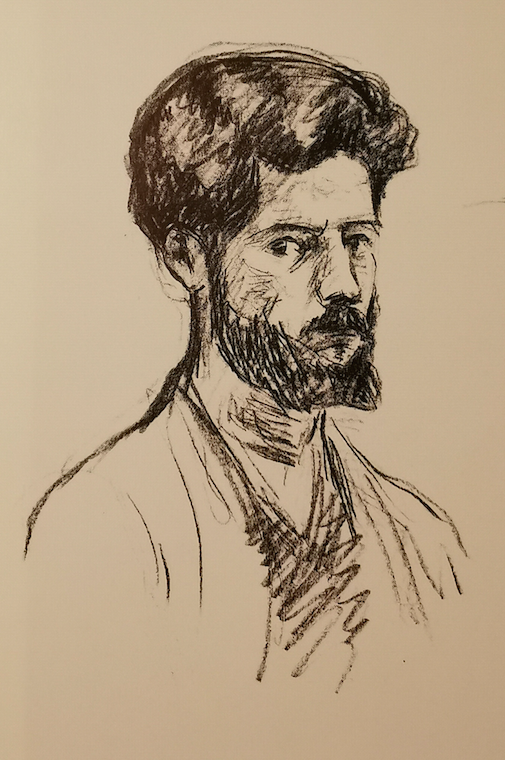
Drouart par lui-même (crayon)
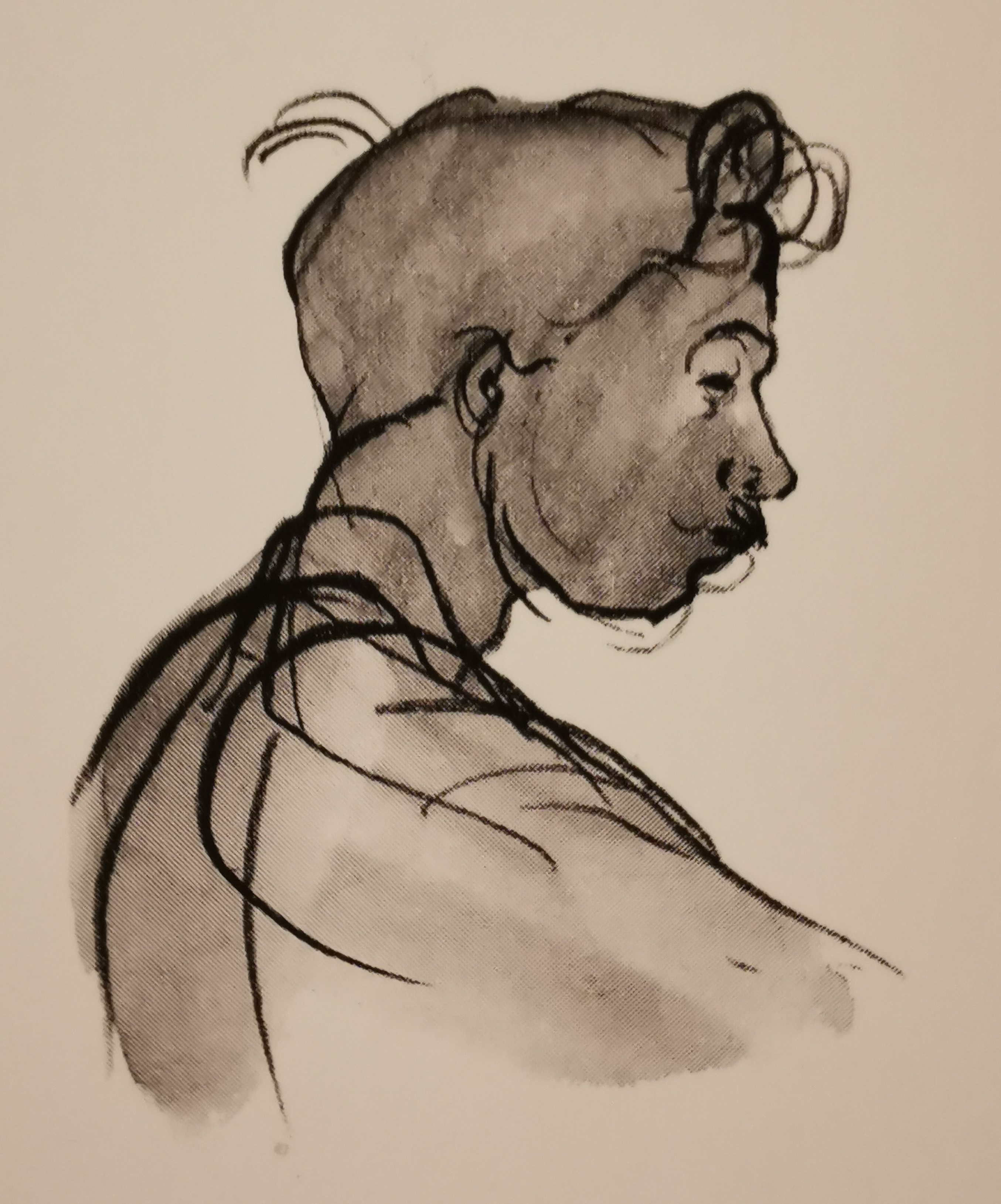
Henri Doucet, crayon et aquarelle
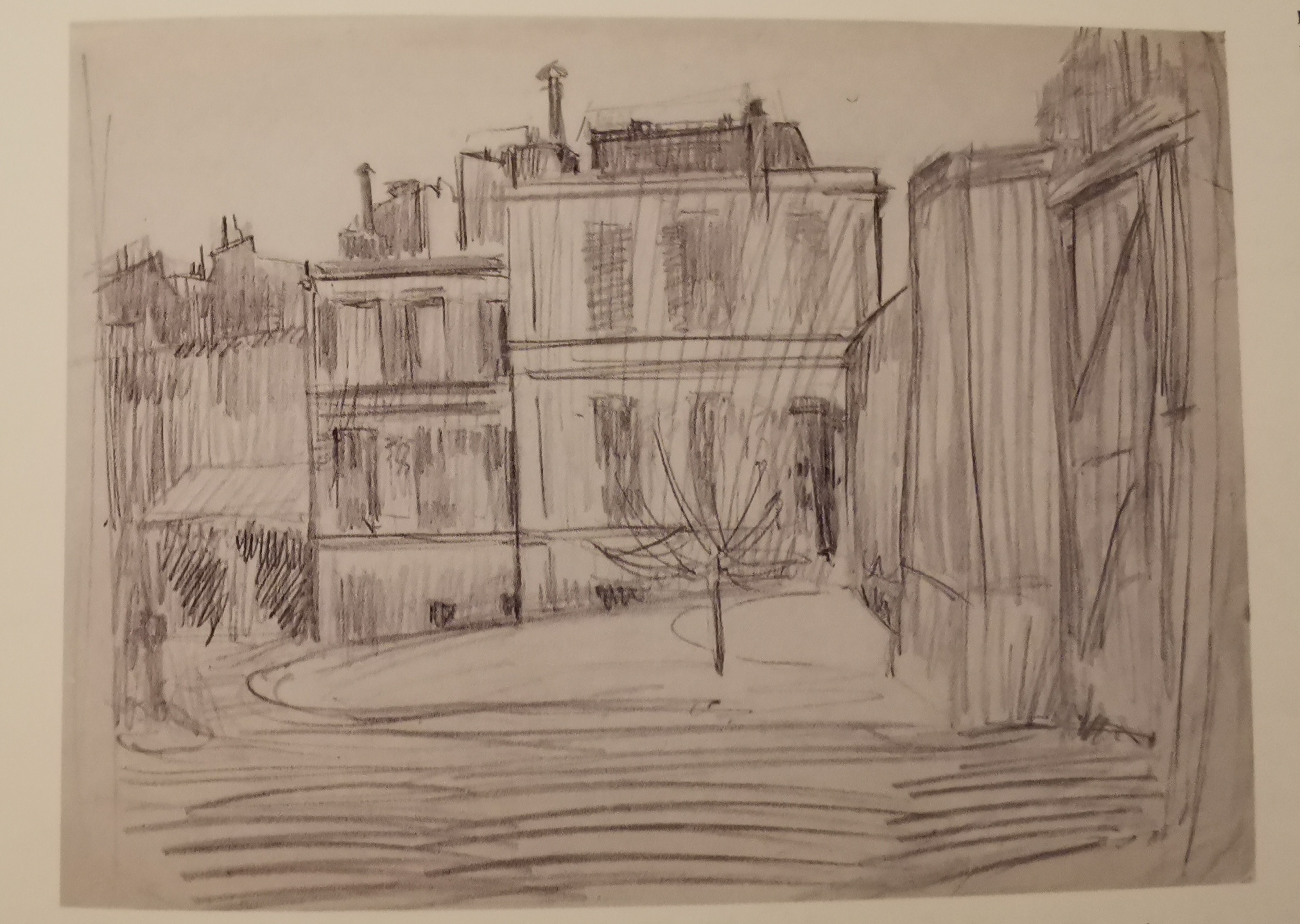
Le pavillon de la rue du Delta, côté jardin, crayon
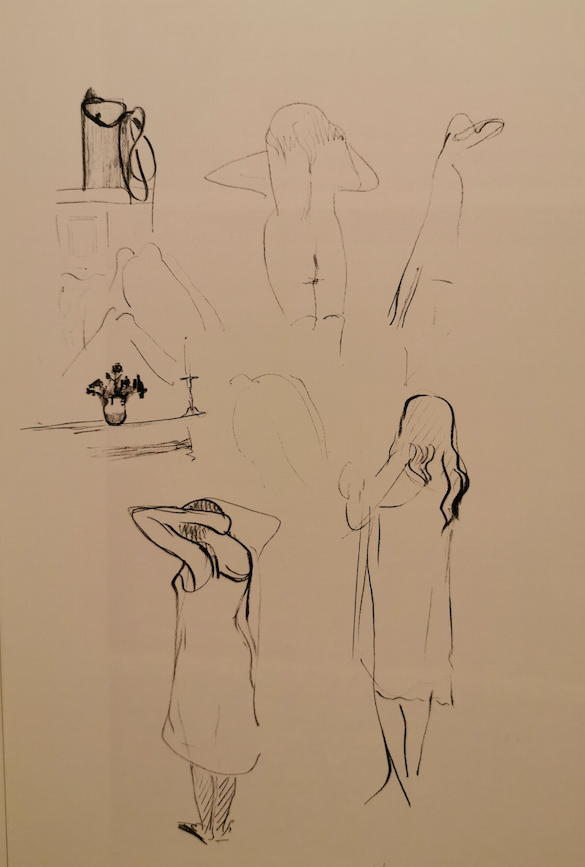
Raymonde à sa toilette, crayon
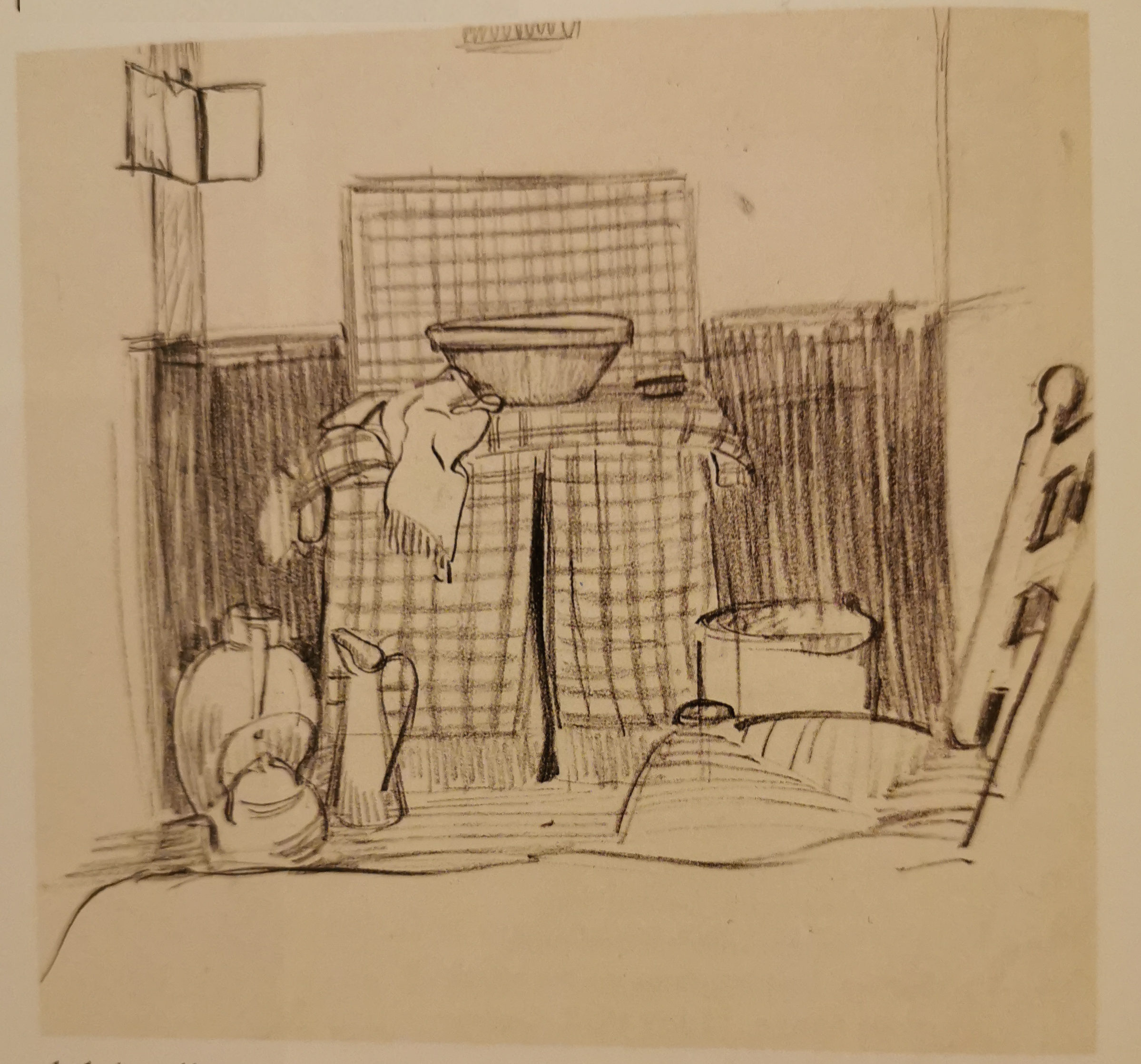
Toilette [rue du Delta], crayon
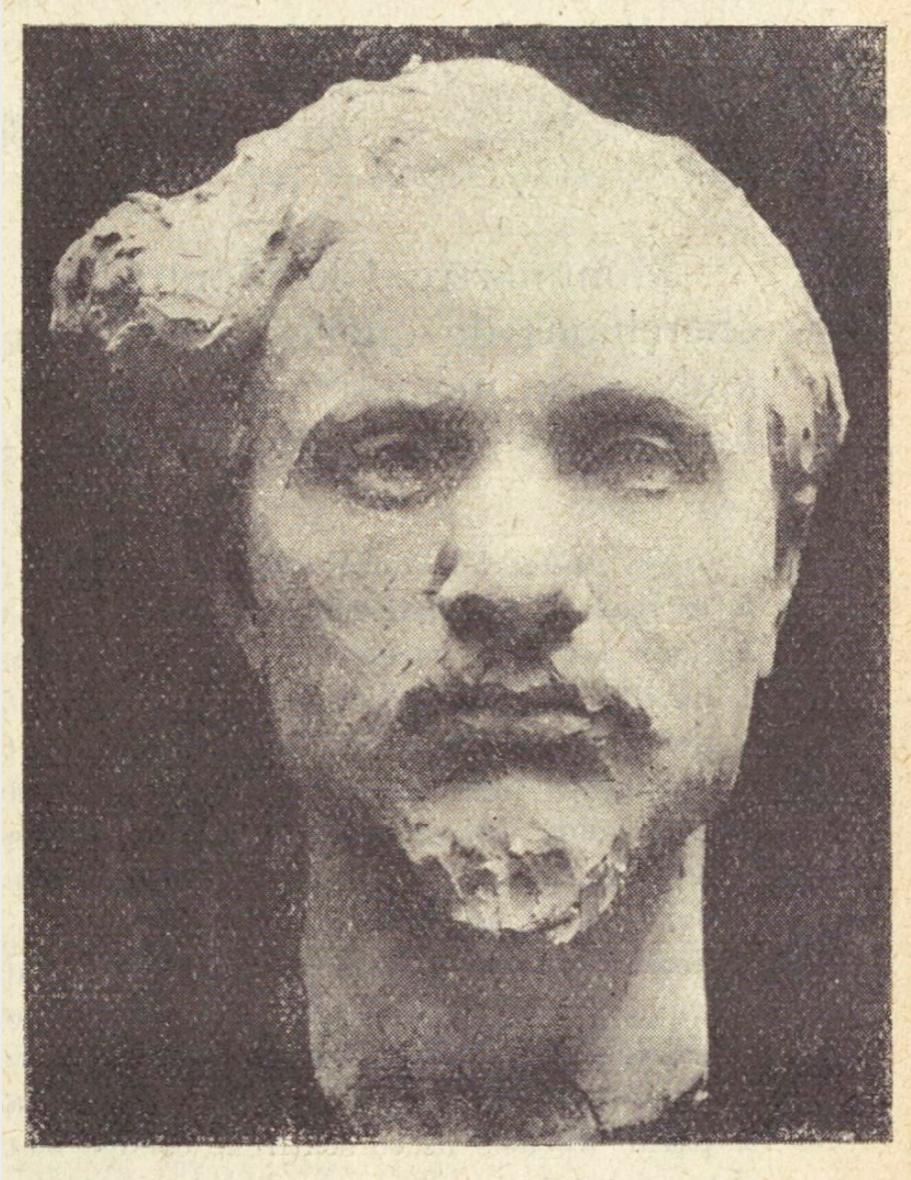
Portrait de Gaston Coustillier, sculpteur, buste
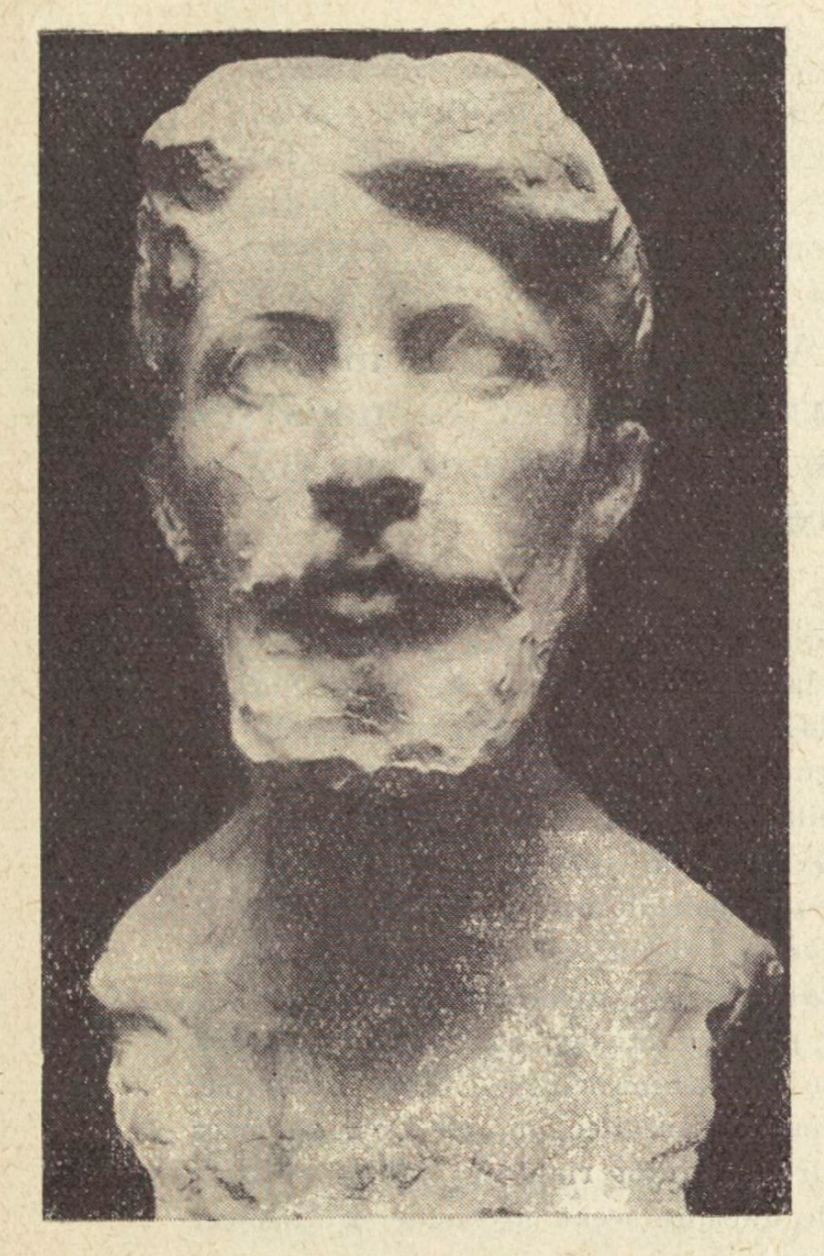
Portrait de Henri Doucet, buste